# Banana River
La Banana River est une lagune située le long de la côte atlantique de la Floride dans le comté de Brevard, et qui sépare à l'est le cap Canaveral et le site de lancement des fusées et à l'ouest l'île de Merritt Island, où se trouve le Centre spatial Kennedy. Elle rejoint au sud de cette île, l'Indian River avec laquelle elle constitue une partie de l'Intracoastal Waterway et de l'Indian River Lagoon.

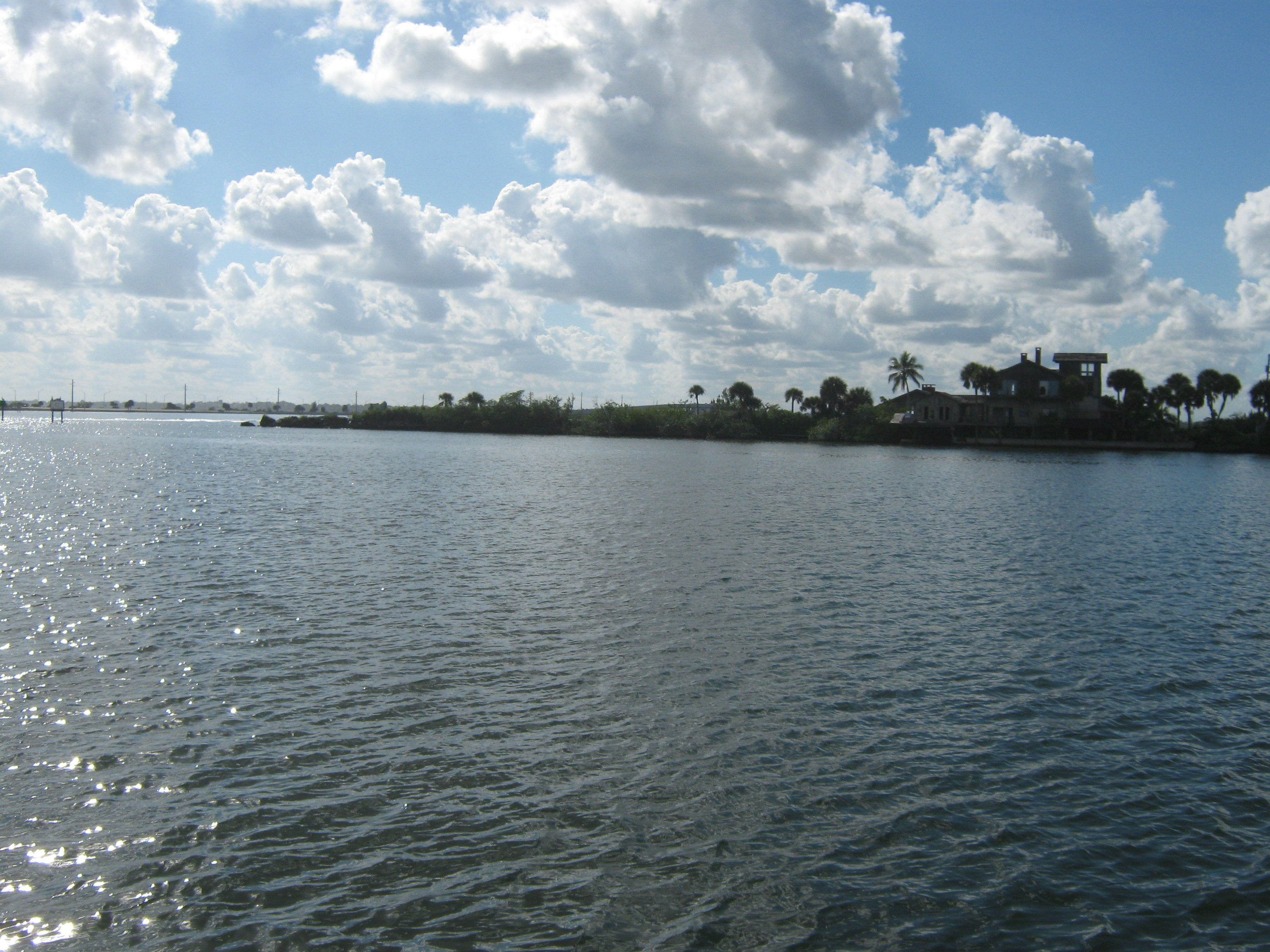
Merritt Island - Bannana River.

La Banana River est une voie navigable de 50 kilomètres de long qui communique avec l'océan Atlantique par l'intermédiaire de Port Canaveral, auquel on accède grâce à une écluse. Ce port sépare la base de lancement homonyme au nord, de la ville de Cape Canaveral au sud.
La faune est essentiellement constituée par des pastenagues américaines (raies), des dauphins, des lamantins et des huîtres.